# 楓港 (臺灣)
楓港，舊稱「風港」，是臺灣屏東縣枋山鄉的一個傳統地域名稱，位於該鄉南部。相較於今日行政區，其範圍大致包括楓港村、善餘村。
由於楓港位居省道台1線、台9線與台26線的交會地帶，除了是南臺灣的重要交通節點，也是臺灣西部通往恆春半島或者東臺灣的必經之處。

## 歷史
台灣清治末期至日治初期，楓港地區為一街庄，稱為「楓港庄」，隸屬於善餘里。該庄輪廓南北狹長而中央略寬，北與莿桐腳庄為鄰，東與蕃地為鄰，南邊為海口庄，西邊臨臺灣海峽。
1901年（日治明治三十四年）11月，全台設置二十廳，該庄隸屬於恆春廳。1909年（明治四十二年）10月，合併二十廳為十二廳，該庄改隸屬於阿緱廳。1920年（大正九年），廢十二廳改設五州二廳，該庄改制為「楓港」大字，隸屬於高雄州潮州郡枋山庄。
戰後枋山庄改制為枋山鄉，隸屬於高雄縣，大字亦改制為村。1950年高、屏分治，枋山鄉改隸屬於屏東縣。

## 交通
公路
- 台1線又稱「縱貫公路」，是台北經台灣西部至屏東楓港的傳統幹道，其南側端點位於本地區楓港溪南岸的省道台26線路口。由此向北可前往枋山市區、枋寮、潮洲、屏東等地。
- 台9線又稱「東部幹線」，是台北經台灣東部至屏東楓港的傳統幹道，其南側端點位於本地區楓港溪北岸不遠處的省道台1線路口。由此向東轉東北可前往達仁，再轉北可前往大武、太麻里、台東等地。
- 台26線又稱「屏鵝公路」、「南部濱海公路」，是屏東枋山楓港至台東達仁安朔的傳統幹道，繞行恆春半島海岸的公路，其西岸端點位於本地區中部較寬處東側楓港溪南岸的省道台9線路口。由此向西南經楓港市區轉南可前往車城、恆春、鵝鑾鼻、滿州等地。
- 屏南快速公路：規劃中。

港埠設施
- 楓港漁港

## 教育
- 屏東縣立獅子國民中學 （页面存档备份，存于）
- 屏東縣枋山鄉楓港國民小學 （页面存档备份，存于）

## 出身名人
- 蔡英文：民主進步黨籍政治人物，第14、15任中華民國總統，楓港為其祖籍地。

## 藝術創作
知名臺語歌曲《臺東人》歌詞有「……枋寮坐車到楓港，翻山啊過嶺到臺東，……」